# (2717) Tellervo
(2717) Tellervo es un asteroide perteneciente al cinturón de asteroides descubierto el 29 de noviembre de 1940 por Liisi Oterma desde el observatorio de Iso-Heikkilä en Turku, Finlandia.
Está nombrado por Tellervo, un personaje del poema épico finés Kalevala.